# Contesa desculță
Contesa desculță (în engleză The Barefoot Contessa) este un film de dragoste din 1954  scris și regizat de Joseph L. Mankiewicz . În rolurile principale au interpretat actorii Ava Gardner și Humphrey Bogart.

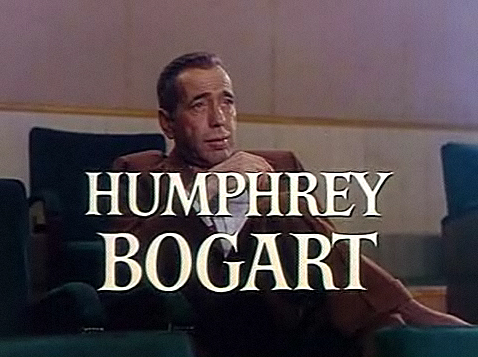
Humphrey Bogart în Contesa desculță

Este distribuit de United Artists. Coloana sonoră a fost compusă de Mario Nascimbene[*]. 

## Distribuție
Au interpretat actorii:
- Humphrey Bogart - Harry Dawes
- Ava Gardner - Maria Vargas
- Edmond O'Brien - Oscar Muldoon
- Marius Goring - Alberto Bravano
- Valentina Cortese (billed - Valentina Cortesa) - Eleanora (Eleonora) Torlato-Favrini
- Rossano Brazzi - Count Vincenzo Torlato-Favrini
- Elizabeth Sellars - Jerry Dawes
- Warren Stevens - Kirk Edwards
- Franco Interlenghi - Pedro Vargas
- Mari Aldon - Myrna
- Alberto Rabagliati - Nightclub proprietor
- Enzo Staiola - Busboy
- Maria Zanoli - Maria's Mother
- Renato Chiantoni - Maria's Father
- Bill Fraser - J. Montague Brown
- John Parrish - Mr. Black
- Jim Gerald - Mr. Blue
- Diana Decker - Drunken Blonde
- Riccardo Rioli - Gypsy Dancer
- Tonio Selwart - The Pretender
- Margaret Anderson - The Pretender's Wife
- Gertrude Flynn - Lulu McGee
- John Horne - Hector Eubanks
- Bessie Love - Mrs. Eubanks
- Bob Christopher - Eddie Blake
- Anna Maria Paduan - Chambermaid
- Carlo Dale - Chauffeur

## Producție și primire
Contesa desculță a fost filmat la Roma. Bogart interpretează din nou un om rupt de realitate, un regizor care își salvează cariera făcând o vedetă dintr-o dansatoare de flamenco (Ava Gardner), al cărei prototip era Rita Hayworth. Bogart a avut probleme cu Gardner, deoarece aceasta tocmai se despărțise de prietenul ei Frank Sinatra. Bogart  a fost nemulțumit și de lipsa ei de experiență în actorie. Interpretarea lui Bogart a fost considerată cea mai puternică parte a filmului. În timpul filmărilor, în timp ce Bacall era acasă, Bogart a cochetat cu Verita, asistenta sa de studio de lungă durată, cu care a navigat și a băut. Dar când Bacall a apărut brusc pe platourile de filmare și i-a văzut împreună, atmosfera a fost calmă, i-a cerut mulți bani soțului pentru cumpărături, apoi cei trei au fost văzuți călătorind împreună după filmări.
Pentru interpretarea din acest film, Edmond O'Brien a primit Premiul Oscar pentru cel mai bun actor în rol secundar și Premiul Globul de Aur pentru cel mai bun actor în rol secundar.